# Brestska crkvena unija
Brestska crkvena unija (ukr. Берестейська унія) je konkordat između Svete Rimske stolice i Pravoslavne Crkve s prostora Rutenije, kojim su Kijevski metropolit i većina ukrajinskih crkvenih poglavara potpisali akt sjedinjenja i time 1596. stvorili Rusinsku unijatsku Crkvu s ciljem zaštite ukrajinskog crkvenog identiteta od poljskih pritisaka u sklopu njihove okupacije ukrajinskih zemalja. Dio ukrajinskih plemića koji su poduprijeli takav akt, smatrali su da će Poljaci nakon takvog čina morati prestati vršiti vjersku i kulturnu represiju nad lokalnim ukrajinskim stanovništvom prije svega zbog jakog utjecaja i nove zaštite od strane Rimokatoličke Crkve. Carigradska patrijarhija pod turskom okupacijom nije imala značajan utjecaj već duže vrijeme prije samog potpisivanja ugovora.

## Međunarodne okolnosti
Ruteni su tijekom 16. i 17. stoljeća na više razina vodili iscrpne borbe s Poljacima s ciljem uspostavljanja vlastite državne nezavisnosti i vjerskog pravoslavnog autoriteta sa središtem u Kijevu. U isto vrijeme jačaju ruske vojne snage pod zapovjedništvom u Moskvi i šire svoj vojni i politički utjecaj u širem okruženju pa tako i u s Turcima zaraćenom Carigradu. Godine 1448. Moskovska eparhija istupa iz Kijevske mitropolije pod katoličkim utjecajem te stvara zasebnu mitropoliju. Tijekom turskih napada i konačnog pada Bizanta 1453. u Moskvi se sve više idealizirao koncept političke uloge Carigrada, te je na temelju toga formirana nova politička i ideološka doktrina Treći Rim koja je u sljedećim svojim postupcima podređivala neovisnost Kijevske metropolije.
U takvim nezahvalnim okolnostima s oslabljenom ulogom Carigrada, ojačanom Rimskom Crkvom i crkvenim pretenzijama vladara iz Moskve i Varšave, u sabornoj crkvi svetog Nikole u gradu Brestu, koji je tada pripadao ukrajinskim zemljama, a danas je u sastavu Bjelorusije, održan je sabor episkopa Kijevske, Galičke i Ruske (pridjev od termina Rus') mitropolije (kako se tada službeno nazivala Ukrajinska pravoslavna Crkva). Glavni zadatak brestskog sabora bio je ratificiranje ugovora između kijevsko-galičke mitropolije i Apostolske Stolice odnosno Vatikana o uvođenju mitropolije pod jurisdikciju Rimokatoličke Crkve. Tekst ugovora su u 33 članka tijekom 1594. i 1595. sastavili rutenski episkopi. Glavni udio u formuliranju i sastavljanju imala su dvojica episkopa iz Volinije, Kirilo Terleckij i Ipatij Potij. 

## Postignuti sporazum
Dominantna ideja u 33 članka bila je očuvanje svih važnih obilježja starog pravoslavnog obreda kakav je Kijev 988. preuzeo od Bizanta u vrijeme učvršćivanja kršćanstva za kijevskog kneza Vladimira Velikog. Sadržajem članaka naglašeno je nedodirljivo kanonsko i crkveno pravo Pravoslavne Crkve Ukrajinaca i Bjelorusa koja je postojala šest stoljeća prije Sabora, pod jurisdikcijom Ekumenske pravoslavne carigradske patrijarhije. Glavna je ideja ugovora da se ne mijenja obred nego samo jurisdikcija. U nekoliko članaka ugovora istaknuto je da se nakon ulaska Kijevske, Galičke i Ruske (pridjev od termina Rus') mitropolije u savez s Rimokatoličkom crkvom, Ruteni ne smiju prisiljavati da prihvate zakone, kanone i obrede latinske Rimokatoličke Crkve, osim priznavanja rimskoga pape kao jedinog poglavara Kristove Crkve. 
Dana 23. prosinca 1595. rimski papa Klement VIII. je na svečanoj ceremoniji u Vatikanskoj palači primio dvojicu ukrajinskih episkopa. U svečanoj dvorani prisustvovali su 33 kardinala, veliki broj nadbiskupa, biskupa, poslanika i poznatih Rimljana. Episkopi Potij i Terleckij ceremonijalno su pozdravili Papu i uručili mu potpis Ugovor napisan na ukrajinskom jeziku čime su istaknuli svoje nacionalno dostojanstvo i staru kršćansku tradiciju. Potpisujući ugovor, Papa je na latinskom izjavio episkopima: «Ja ne želim vama gospodariti nego preuzeti na sebe vaše brige». Sutradan, 24. prosinca 1595., objavljen je dokument «Unija ukrajinske nacije» kojim je izraženo prihvaćanje sva 33 članka Ugovora i, što je još važnije, kojim je Papa u svoje ime i u ime Katoličke Crkve priznao svetost pravoslavnoj vjeri. 

## Uzroci i posljedice unije
Kao rezultat svih postignutih sporazuma i odgoda primjene tih sporazuma formirana je suvremena Ukrajinska grkokatolička Crkva, nasljednica Rusinske unijatske Crkve, istočna po obredu, s ukrajinskim bogoslužnim jezikom, a katolička prema priznavanju pape kao jedinog crkvenog poglavara. Za rimokatolike i grkokatolike, unija Rimske Crkve i Rutena pokazala se dragocjenom za oba kršćanstva, zapadno i istočno, s obzirom na to da se Brestsku Crkvenu uniju do danas promatra kao optimalnu formulu jedinstva svjetske kršćanske crkve koja je bila jedinstvena prije raskola 1054. godine. Proučavanjem povijesne dokumentacije i objektivnim sagledavanjem cjelokupne društvene, političke i vjerske situacije u Poljacima okupiranoj Ukrajini, zatim istočnoj Europi i samom Carigradu, dovodi do zaključka da je stanje Ukrajinske pravoslavne Crkve pod upravom Carigradske patrijarhije tijekom 16. i 17. stoljeća bilo u vrlo lošem stanju, gdje je propadalo do tada vrlo bogato duhovno prosvjećivanje, a kršćanski moral unijatskih svećenika i đakona padao je na vrlo nisku razinu.

## Poveznice
- Rusinska unijatska Crkva
- Ukrajinska grkokatolička Crkva
- Ukrajinsko katoličko sveučilište
- Ukrajinska pravoslavna Crkva

## Vanjske poveznice
- Church Union of Berestia.
- Defender of the Orthodox faith.
- ГАЛИЧИНА. Берестейська унія — поступ у Європу
- Довідник з історії України., К.: Генеза, 1993.  Arhivirana inačica izvorne stranice od 20. prosinca 2005. (Wayback Machine)